# 天主教墨西拿-利帕里島-聖盧恰德爾梅拉總教區

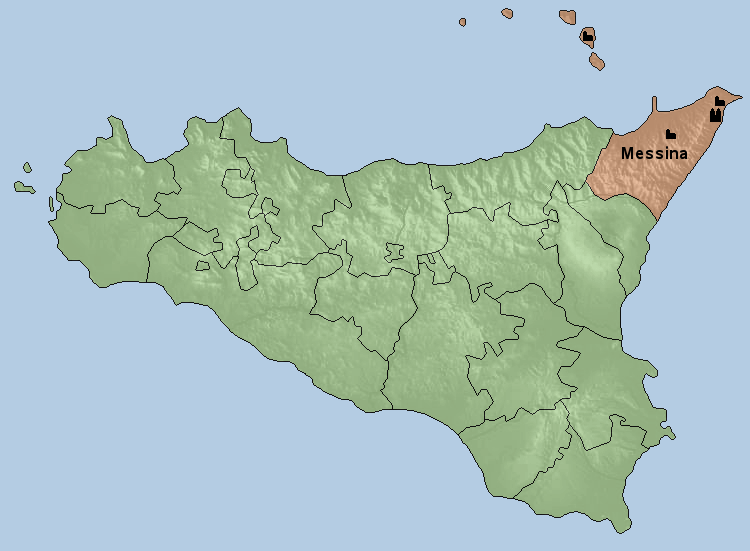
墨西拿总教区地图

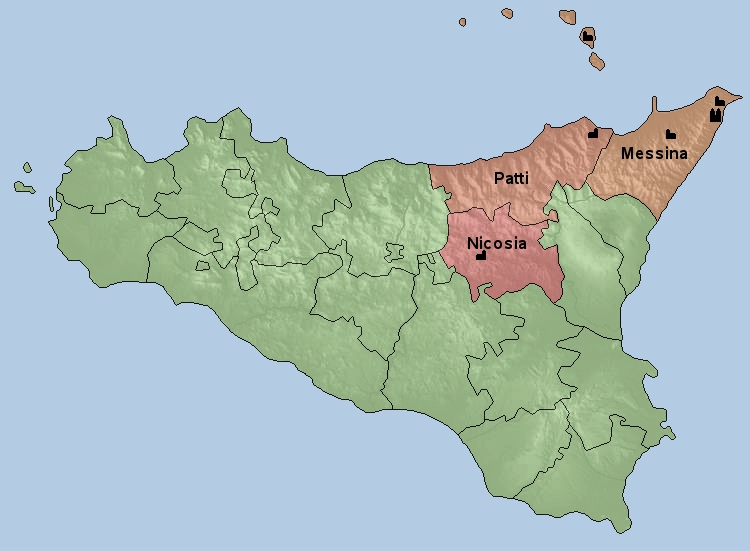
墨西拿教省地图

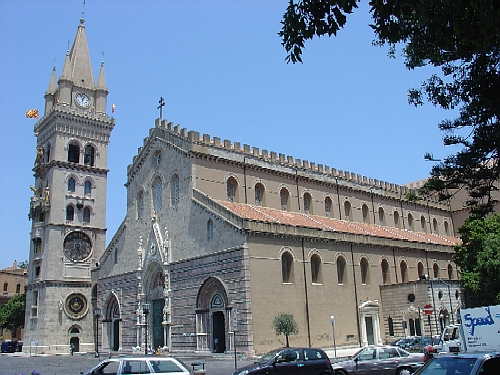
墨西拿主教座堂

天主教墨西拿-Lipari-Santa Lucia del Mela总教区是罗马天主教在意大利西西里岛东部墨西拿设立的一个教区，由最初的墨西拿教区发展而来，1986年升格为总教区，合并了Lipari教区（1131年）和Santa Lucia del Mela教区（1206年）合并，附属教区有天主教尼科西亚教区和天主教帕蒂教区。现任总主教是 Calogero La Piana。